# Articolo 21 della Costituzione italiana
L'articolo 21 della Costituzione italiana afferma il principio della libertà di manifestazione del pensiero.

## Testo
(Costituzione della Repubblica Italiana, articolo 21)
Il primo comma riguarda il principio della libertà di manifestazione del pensiero, nei commi dal secondo al quinto si disciplina la libertà di stampa, mentre l'ultimo comma riguarda i limiti alla libertà di manifestazione del pensiero in Italia.

## Genesi storica
L'articolo riprende le formulazioni tipiche in materia di libertà di pensiero delle storiche carte dei diritti (come i Bill of Rights inglese e americano), e anche quella della precedente costituzione italiana, lo Statuto albertino, una tipica costituzione da stato liberale, nell'articolo sulla libertà di stampa, comma 1:
(Articolo 28 dello Statuto del Regno)
Il particolare momento in cui ha operato la Costituente, all'uscita da un ventennio in cui la libertà era stata posposta, aveva spinto una larga maggioranza dei Costituenti, con ampia intesa tra forze progressiste e moderate, a individuare nella libertà di stampa uno dei cardini del nuovo stato democratico. Le uniche riserve erano state quelle di un controllo delle manifestazioni contrarie al buon costume.
La tendenza, però, prevalente era quella di considerare l'espressione solo in senso stretto come libertà di produrre, senza censura preventiva, solo testi a stampa. Cinque commi sono perciò dedicati interamente a questo problema, ma il primo, breve nella sua espressione letterale, stabilisce in modo più ampio e rivolto a tutti,  la libertà di esprimere il proprio pensiero, non solo con la parola,  scritto, ma con qualunque altro mezzo di diffusione.

## Libertà di "affissione"
La prima udienza e la prima sentenza della Corte costituzionale italiana sono state dedicate alla questione dell'art. 113 del Testo Unico di Pubblica Sicurezza (TULPS) che subordinava all'autorizzazione dell'autorità di polizia l'affissione dei manifesti. La Presidenza del Consiglio dei ministri, rappresentata e difesa dall'avvocato generale dello Stato, aveva sostenuto, in via principale, che: nei riguardi della legislazione anteriore alla Costituzione non v'ha luogo a giudizio di legittimità costituzionale, perché le norme precettive della Costituzione importano abrogazione delle Leggi anteriori che siano con essa incompatibili e la relativa dichiarazione è di competenza esclusiva del giudice ordinario; mentre le norme costituzionali di carattere programmatico non importano difetto di legittimità di nessuna delle leggi vigenti anteriori alla Costituzione.
Secondo la lettura data da questa autorevole impostazione, il primo comma dell'articolo 21 avrebbe avuto solo un carattere programmatico: un'esortazione cioè al legislatore senza impatto diretto sui cittadini. Solo la parte relativa alla stampa avrebbe avuto carattere precettivo, ma, sulla base della disciplina della successione delle leggi, sarebbe stato compito della magistratura ordinaria individuare quali parti della normativa anteriore all'emanazione della Costituzione dovevano essere ritenute abrogate.
La Corte costituzionale, presieduta da Enrico De Nicola, sostenne la sua competenza sul giudizio di costituzionalità anche per le leggi anteriori all'emanazione della Costituzione e dichiarando l'incostituzionalità dell'articolo 113 del TULPS (Testo unico leggi di pubblica sicurezza) per contrasto con il dettato dell'art. 21 della Costituzione, incominciò un'opera di svecchiamento della normativa statale, così come ereditata dalle vicende storiche dello Stato liberale e del ventennio di regime fascista.
In quel momento storico, infatti, l'articolo 113 delle leggi di Pubblica sicurezza costituiva un tassello importante del controllo dell'autorità statale sulla manifestazioni della libertà di pensiero: la stampa periodica aveva il controllo della responsabilizzazione dei direttori "responsabili", l'editoria dalle barriere costituite dai costi e dai meccanismi di distribuzione, la radio e poi la televisione dal monopolio statale attraverso la RAI. Le opposizioni avevano trovato nei manifesti murali uno spazio di espressione del pensiero, su cui, appunto, l'autorità amministrativa voleva esercitare un controllo preventivo.

## Requisiti per la direzione di un periodico
La Corte costituzionale ha dichiarato incostituzionale la norma che prescriveva l'iscrizione alla sezione "giornalisti" del relativo Albo, ritenendo invece sufficiente l'iscrizione all'Albo dei pubblicisti.

## L'articolo 21 e la «libertà d'antenna»
Sulla base di questa visione del diritto di manifestare liberamente il proprio pensiero una larga e trasversale parte delle forze politiche ha sempre trovato motivi per restringere la libertà di espressione, giustificando la presenza di un monopolio della RAI in campo radiotelevisivo, basata sul fatto che le frequenze disponibili sull'etere erano in numero limitato.
La Corte costituzionale ha in un primo momento (1960) confermato questo orientamento, ma con due sentenze del 1974 e del 1976 ha invece posto proprio l'articolo 21 della Costituzione come il fondamento di un più ampio diritto non solo per le espressioni del pensiero sulla carta stampata, ma anche per ogni altro mezzo di diffusione.
La chiave giuridica per ribaltare il precedente atteggiamento fu trovata nella constatazione che nei confronti della televisione via cavo, che per sua tecnologia non riguarda le frequenze via etere, non potevano essere invocate quella limitatezza delle risorse disponibili poste a fondamento della legittimità del monopolio statale nel campo della radiodiffusione circolare.

## L'articolo 21 e internet
La Legge 7 marzo 2001, n. 62 Nuove norme sull'editoria e sui prodotti editoriali stabilisce che Per «prodotto editoriale», ai fini della presente legge, si intende il prodotto realizzato su supporto cartaceo, ivi compreso il libro, o su supporto informatico, destinato alla pubblicazione o, comunque, alla diffusione di informazioni presso il pubblico con ogni mezzo, anche elettronico, o attraverso la radiodiffusione sonora o televisiva, con esclusione dei prodotti discografici o cinematografici.
La norma ha incluso i giornali on-line tra i prodotti editoriali, ma non ha fornito una chiara distinzione tra testata giornalistica e mero sito internet. La questione divenne controversa e toccò anche l'art. 21 della Carta costituzionale: ci si chiedeva, in sostanza, se l'articolo 700 del Codice di procedura civile fosse applicabile anche al web. L'articolo citato riguarda le misure inibitorie atte a elidere l'aggravamento del danno patrimoniale (e non patrimoniale) derivante dalla pubblicazione di articoli diffamatori. Si discuteva se fosse ammissibile l'ordine di cancellazione e/o di oscuramento di una singola o più pagine di una testata telematica.
Su questo tema si è pronunciata la Corte di cassazione, che ha escluso il sequestro preventivo di articoli diffamatori pubblicati su internet, ritenendo applicabile l'articolo 21 della Costituzione alla stampa online.
La tutela costituzionale di cui al comma 3 dell'art. 21 si applica solamente alle testate giornalistiche (cartacee o online) che rispondono a tre requisiti: a) avere una periodicità regolare; b) essere organizzate con una redazione e un direttore responsabile; c) l'avvenuta iscrizione presso il Registro degli operatori di comunicazione da parte dell'editore.

## L'interesse generale all'informazione
Con sentenza 15 giugno 1972, n. 105 la Corte costituzionale ha stabilito che “Esiste un interesse generale alla informazione - indirettamente protetto dall'articolo 21 della Costituzione - e questo interesse implica, in un regime di libera democrazia, pluralità di fonti di informazione, libero accesso alle medesime, assenza di ingiustificati ostacoli legali, anche temporanei, alla circolazione delle notizie e delle idee”.
In esecuzione di essa con 21 anni di distanza il Decreto Legislativo n. 68 del 9 aprile 2003, emanato in attuazione della direttiva 2001/29/CE “sull'armonizzazione di taluni aspetti del diritto d'autore e dei diritti connessi nella società dell'informazione”, sono state introdotte rilevanti novità nel corpo della Legge n. 633/1941 sul diritto d'autore: due modifiche riguardano il diritto di cronaca e di critica garantito, appunto dall'articolo 21 della Costituzione.
In particolare, con il nuovo testo dell'articolo 65: “La riproduzione o comunicazione al pubblico di opere o materiali protetti utilizzati in occasione di avvenimenti di attualità è consentita ai fini dell'esercizio del diritto di cronaca e nei limiti dello scopo informativo, sempre che si indichi, salvo caso di impossibilità, la fonte, incluso il nome dell'autore, se riportato”.
Anche l'articolo 70 così recitava nella sua versione originaria: “Il riassunto, la citazione o la riproduzione di brani o di parti di opera, per scopi di critica, di discussione e anche di insegnamento, sono liberi nei limiti giustificati da tali finalità e purché non costituiscano concorrenza alla utilizzazione economica dell'opera. Nelle antologie ad uso scolastico la riproduzione non può superare la misura determinata dal regolamento il quale fisserà la modalità per la determinazione dell'equo compenso. Il riassunto, la citazione o la riproduzione debbono essere sempre accompagnati dalla menzione del titolo dell'opera, dei nomi dell'autore, dell'editore e, se si tratti di traduzione, del traduttore, qualora tali indicazioni figurino sull'opera riprodotta: “Il nuovo testo recita: Il riassunto, la citazione o la riproduzione di brani o di parti di opera e la loro comunicazione al pubblico sono liberi se effettuati per uso di critica o di discussione, nei limiti giustificati da tali fini e purché non costituiscano concorrenza all'utilizzazione economica dell'opera; se effettuati a fini di insegnamento o di ricerca scientifica l'utilizzo deve inoltre avvenire per finalità illustrative e per fini non commerciali”. Due sono le novità: l'introduzione dell'espressione “comunicazione al pubblico”, che ricomprende l'utilizzazione di tutti i mezzi di comunicazione, sia quelli esistenti nel 1941 (giornali e radio) sia quelli introdotti successivamente (tv e web).

## Il decreto Urbani
In occasione dell'emanazione del decreto Urbani in tema di lotta alla pirateria informatica era stata sollevata la questione che l'ampiezza delle norme portavano a ledere i principi previsti dall'articolo 21 della costituzione. In sede di conversione del decreto legge le opposizioni ritirarono gli emendamenti presentati a fronte dell'impegno del governo di rivedere in un secondo momento la normativa. La fine della legislatura è giunta prima del mantenimento di questa promessa.
In Italia, inoltre si è ripreso il tema in occasione del dibattito ha visto contrapposto il parlamento Europeo contro la commissione Europea in tema di diritto d'autore e in Italia il dibattito politico era stato il cosiddetto "Decreto Urbani" con la promessa, fino ad ora disattesa, di una sua revisione in senso più permissivo.

## L'art. 21 nella Svizzeraitalofona
Per un caso fortuito, l'articolo 21 della Legge Federale svizzera riguarda la libertà dell'arte, in nome della quale la legge svizzera sul diritto d'autore è molto più permissiva di quella italiana, (ad esempio per scaricare file musicali per scopi non commerciali). Pertanto in Svizzera l'espressione articolo 21 ha assunto non il valore di libertà di manifestazione del pensiero, ma di libertà dell'espressione artistica.

## Sentenze della Corte costituzionale

### Sulla libertà di affissione
- Sentenza n. 1 del 1956 della Corte costituzionale

### Sulla "libertà di antenna"
- Sentenza n. 59 del 1960 della Corte costituzionale - Infondate le questioni di costituzionalità perché l'etere tollera un numero ridotto di canali UHF
- Sentenza n. 225 del 1974 della Corte costituzionale - Parziale illegittimità delle norme del codice postale, ma sostanziale legittimità del monopolio nella televisione via etere
- Sentenza n. 226 del 1974 della Corte costituzionale - Illegittimità del monopolio nella televisione via cavo e quindi sua liberalizzazione
- Sentenza n. 1 del 1976 della Corte costituzionale - Manifestamente infondate le impugnative
- Sentenza n. 202 del 1976 della Corte costituzionale - Non può essere invocata la limitatezza naturale delle frequenze se l'ambito di trasmissione è locale
- Sentenza n. 420 del 1994 della Corte costituzionale
- Sentenza n. 466 del 2002 della Corte costituzionale

### Direzione di un periodico
- Sentenza n. 98 del 1968 della Corte costituzionale

### Su pluralismo imparzialità dell'informazione
- Sentenza n. 826 del 1988 della Corte costituzionale - Definizione di due tipi di pluralismo (interno ed esterno): nel sistema informativo devono essere presenti entrambi[5]
- Sentenza n. 112 del 1993 della Corte costituzionale - Diritto di un'impresa di trasmissione di programmi di accedere al sistema radiotelevisivo
- Sentenza n. 420 del 1994 della Corte costituzionale - Inadeguatezza del limite 25 per cento del numero di reti nazionali previste dal piano di assegnazione delle frequenze (legge Mammì)